# Andreas Papandreou
Andreas Papandreou (Grieks: Ανδρέας Παπανδρέου) (Chios, 5 februari 1919 – Athene, 23 juni 1996) was een Griekse econoom en politicus. Hij was tweemaal voor een langere periode premier van Griekenland. Hij is de zoon van de oud-premier Georgios Papandreou en de vader van Giorgos Papandreou jr., die later ook premier van Griekenland is geweest.
Papandreou, die als student oppositie voerde tegen het bewind van generaal Metaxas, emigreerde in 1940 naar de Verenigde Staten en keerde in 1960 naar Griekenland terug. Bij de verkiezingen van 1964 kwam hij als volksvertegenwoordiger in het parlement. In het kabinet van zijn vader had hij tweemaal zitting als minister van Economische Zaken.
Andreas Papandreou werd een omstreden figuur, onder meer door de – nooit bewezen – betrekkingen die hij zou hebben onderhouden met de Aspida (= Schild), een organisatie van extreemlinkse officieren. Bij de staatsgreep van 21 april 1967 werd hij dan ook gearresteerd. In december kreeg hij onder buitenlandse druk amnestie en vertrok met vele andere "linkse" figuren in ballingschap naar het buitenland. In Stockholm stichtte hij de Panhelleense Bevrijdingsbeweging (PAK). Na de val van de kolonels keerde Papandreou in augustus 1974 naar Griekenland terug. Hij vormde de PAK om tot de Panhelleense Socialistische Beweging (PASOK), die al heel gauw een belangrijke vertegenwoordiging in het parlement kreeg.
Papandreou verzette zich aanvankelijk tegen de Griekse toetreding tot de Europese Unie, dreigde met uittreding van Griekenland uit de NAVO en met opzegging van de militaire verdragen met de Verenigde Staten. Van 1981 tot 1989 was hij premier en van 1981 tot 1986 tevens minister van Defensie. Papandreou, die van de Europese Unie royale subsidies voor zijn boeren wist los te peuteren, raakte echter steeds meer betrokken in allerlei financiële en emotionele schandalen. Aan zijn politieke carrière leek zelfs in 1989 een einde te zijn gekomen, toen hij na twee ambtsperioden verpletterend verslagen werd door zijn tegenstanders van het (liberale) Nea Dimokratia. De belangrijkste reden hiervoor waren aanklachten tegen hem vanwege zijn (vermeend) betrokkenheid rondom een bankschandaal. Uiteindelijk werd Papandreou vrijgesproken van deze aanklachten en functioneerde in het parlement als oppositieleider.
Na een krappe verkiezingsoverwinning van zijn partij in de herfst van 1993 werd hij echter onverwacht opnieuw premier. Vanwege zijn steeds zwakker wordende gezondheid kon hij slechts in beperkte mate leiding geven aan zijn regering. Pas toen zijn toestand levensbedreigend werd, legde hij op 15 januari 1996 zijn functie neer ten faveure van Konstantinos Simitis, en hij overleed enkele maanden later. In de laatste jaren van zijn leven probeerden zijn tegenstanders hem regelmatig in opspraak te brengen wegens zijn relatie met zijn frivole veel jongere levensgezellin Mimi, waarvoor hij zijn vrouw Margaret na bijna veertig jaar had verlaten.
Papandreou publiceerde een aantal politieke geschriften: The Greek front (1970); Man's freedom (1970); Democracy at a gunpoint (1971); Paternalistic capitalism (1972); Transition to Socialism (1977).
- Bibsys: 90690071
- Biblioteca Nacional de Chile: 000035393
- Bibliothèque nationale de France: cb12159119h (data)
- Catàleg d'autoritats de noms i títols de Catalunya: 981058612200706706
- CiNii: DA05862941
- Gemeinsame Normdatei: 119250543
- International Standard Name Identifier: 0000 0001 0887 9898
- Library of Congress Control Number: n50050225
- Nationale Bibliotheek van Tsjechië: jo20211121078
- Nationale bibliotheek van Australië: 36490552
- Nationale Bibliotheek van Israël: 987007277172705171
- Nederlandse Thesaurus van Auteursnamen: 067512348
- Réseau des bibliothèques de Suisse occidentale: 02-A003669118
- LIBRIS: 233317
- SNAC: w6bp065j
- Système universitaire de documentation: 135347874
- Trove: 1260214
- Virtual International Authority File: 36956756
- WorldCat: E39PBJmP4bJ77txPrFHdWQkv73